# Sárszentmihály
Sárszentmihály is een plaats (község) en gemeente in het Hongaarse comitaat Fejér. Sárszentmihály telt 2836 inwoners (2001).